# Crinolamia edwardiensis
Crinolamia edwardiensis is een slakkensoort uit de familie van de Eulimidae. De wetenschappelijke naam van de soort is voor het eerst geldig gepubliceerd in 1880 door Watson.